# Comitatul Waushara, Wisconsin
Comitatul Waushara este situat  în statul Wisconsin din Statele Unite. Sediul acestuia este Wautoma. Conform recensământului din anul 2000, populația sa a fost 23.154 de locuitori.

## Geografie
Potrivit Biroului Recensământului SUA, comitatul are o suprafață totală de 637 mile² (1.651 km²) din care 626 mile² (1.621 km²) este uscat și 11 mile² (29 km²)(1,78%) este apă.

### Comitate învecinate
- Portage - nord
- Waupaca - nord-est
- Winnebago - est
- Green Lake - sud
- Marquette - sud
- Adams - vest

### Drumuri importante
- Interstate 39
- U.S. Highway 51
- Highway 21 (Wisconsin)
- Highway 22 (Wisconsin)
- Highway 49 (Wisconsin)
- Highway 73 (Wisconsin)

### Orașe, sate și orășele
Orașe
- Berlin (parțial)
- Wautoma

Sate
- Coloma
- Hancock
- Lohrville
- Plainfield
- Redgranite
- Wild Rose

Orășele
- Aurora
- Bloomfield
- Coloma (town)
- Dakota
- Deerfield
- Hancock (town)
- Leon
- Marion
- Mount Morris
- Oasis
- Plainfield (town)
- Poy Sippi
- Richford
- Rose
- Saxeville
- Springwater
- Warren
- Wautoma (town)

### Comunități fără personalitate juridică
- Borth
- Metz (parțial)
- Pine River

## Demografie

Piramida vârstelor din comitatul Waushara (Census 2000)

Conform recensământului din anul 2000, comitatul Waushara, Wisconsin avea 23.154 de locuitori(14 loc./km²):
9.336 gospodării,
6.581 familii,
13.667 unități locative ( 1/km²).
27,60% din gospodării au copii sub 18 ani
60,00% din gospodării sunt familii căsătorite
6,70% din gospodării sunt femei singure
Structura demografică
96,80% albi
0,27% afro-americani
0.31% nativi americani
0,35% asiatici
0,03% locuitori ai insulelor din Pacific
1,36%  alte grupări etnice
Structura pe vârste
| Populație | Ani     | Procent |
| --------- | ------- | ------- |
| sub       | 18      | 23,50%  |
| de la     | 18 - 24 | 6,00%   |
| de la     | 25 - 44 | 24,90%  |
| de la     | 45 - 64 | 26,30%  |
| peste     | 65      | 19,20%  |

Evoluția demografică
| 1900  | 1910  | 1920  | 1930  | 1940  | 1950  | 1960  | 1970  | 1980  | 1990  | 2000  |
| ----- | ----- | ----- | ----- | ----- | ----- | ----- | ----- | ----- | ----- | ----- |
| 15972 | 18886 | 16712 | 14427 | 14268 | 13920 | 13497 | 14795 | 18526 | 19385 | 23154 |

|  | Graficele sunt indisponibile din cauza unor probleme tehnice. Mai multe informații se găsesc la Phabricator și la wiki-ul MediaWiki. |

Date: Wikidata - grafică realizată de Wikipedia